# ジェフリー・パーカー
ジェフリー・アラン・パーカー（Geoffrey Alan Parker、1944年3月24日 - ）はリヴァプール大学の生物学教授である。
彼は特に行動生態学と進化生物学に関心を持っており、1970年の精子競争の概念の提唱と、それ以降の進化生物学へのゲーム理論の応用によって有名である。

## 経歴
1972年にR.R.ベイカー、V.G.F.スミスと彼は異形配偶と二性の進化に関する理論を提唱し、1979年には性的な対立に関する最初の理論的な分析を行った。彼の研究はつがい相手探しの競争の進化、動物の分布、動物の闘争、家族内の進化的対立、複雑なライフサイクルなどである。
パーカーはチェシャー州リムのリム・グラマースクールで教育をうけ、1965年にブリストル大学から理学士を、1969年にH.E.ヒントンの元で理学博士を取得した。彼の博士号はハエの繁殖行動と性選択の性質に関するもので、性選択の詳細な量的テストを行い、これは生物学で最適化モデルを用いた初期のケースであった。
この頃、大部分の行動生物学者と生態学者は適応を「種のための善」と解釈した。しかし「進化における遺伝子中心の視点」（リチャード・ドーキンスによって「利己的遺伝子」として大衆化された）のパラダイムシフトはこの考えを転覆した。行動生態学と社会生物学の主流の見解は、自然選択を個体（血縁、遺伝子）の生存というダーウィンの原則に引き戻した。パーカーの研究は初期のこの転換と行動生態学の発展に大きな役割を果たした。
1968年にリバプール大学に移り、動物学の助教授となった。1978年にケンブリッジ大学のキングス・カレッジ研究員となったが1979年にリバプール大学に戻った。1989年に教授となり、王立協会フェローとなった。1996年以来、動物学ダービー教授を務めている。2008年にダーウィン・メダルを受賞した。